# Louis-Daniel Perrier
Pour les articles homonymes, voir Perrier.
Louis-Daniel Perrier, né à Paris en 1818 et mort à Neuchâtel en 1903, est un architecte suisse actif à Neuchâtel. Originaire de Sainte-Croix et d'Orges en Suisse, il se forme comme ingénieur à l'École des arts et métiers de Châlons-sur-Marne. Il travaille ensuite pour divers bureaux en France et en Suisse, avant de compléter sa formation en architecture à Munich et à la Bauakademie de Berlin. Il épouse Cécile Marianne Dardel en 1848. Il est le père de l'architecte et conseiller fédéral Louis-François Perrier (1849-1913).
Vers 1847, Louis-Daniel Perrier s'installe à Neuchâtel, juste avant d'être nommé architecte du gouvernement du canton de Neuchâtel, un poste qu'il occupe de 1849 à 1861. De 1864 à 1866, il est directeur des travaux publics de la Municipalité de Neuchâtel, avant d'ouvrir son propre bureau. Il est membre de la Société suisse des ingénieurs et architectes (SIA).
Parmi ses très nombreuses réalisations, on peut mentionner le "minaret de Philippe Suchard", une "folie" orientale qui coiffe la maison du célèbre chocolatier à Serrières (1868), le temple des Brenets, la chapelle de l'Ermitage à Neuchâtel (1878), l'école primaire connu sous le nom de Collège de la Promenade à Neuchâtel ou la transformation du "château" de Cormondrèche.

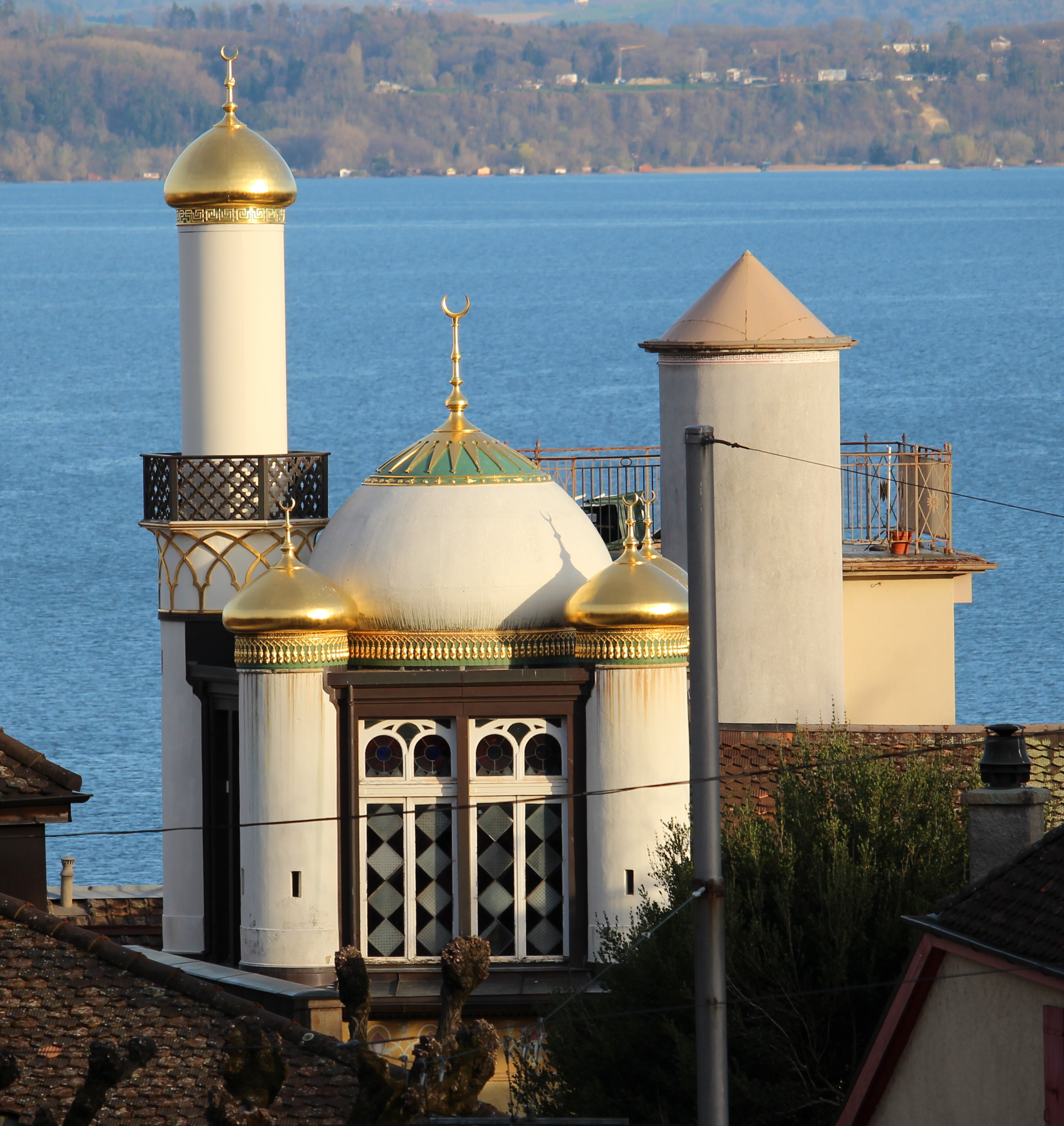
Neuchâtel - Serrières, la "folie" orientale de Philippe Suchard
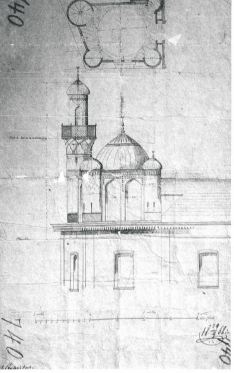
Plan et élévation du minaret, 1868
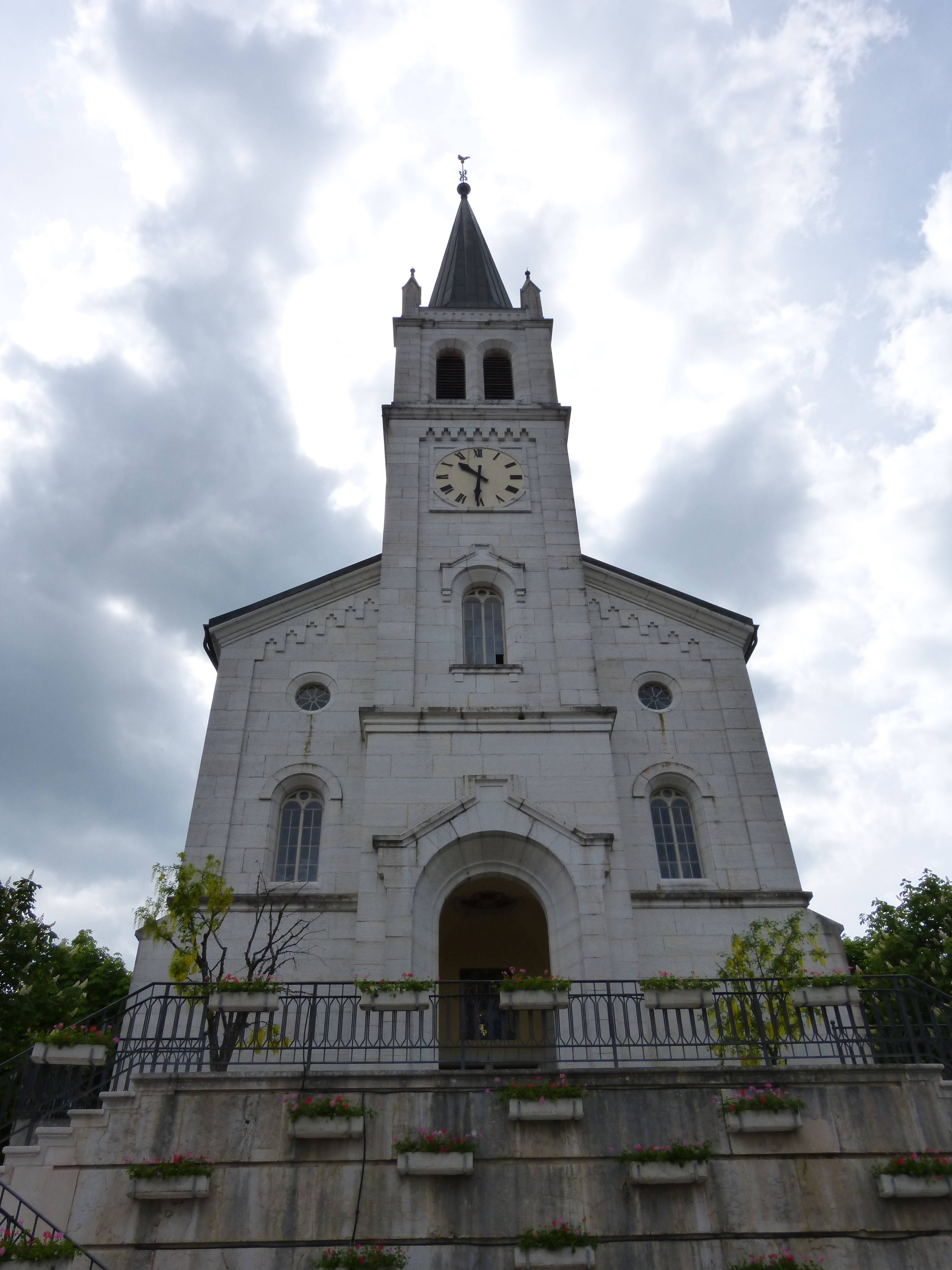
Les Brenets, temple